# 黃亞福
黃亞福，SMJ（Wong Ah Fook，1837年—1918年9月12日），是馬來西亞柔佛州著名的港主和企业家，祖籍为中國广东省台山市都斛鎮松堡眼鏡村，字彥廷，號甫田。原名黃福基，在南洋通稱黃福或黃亞福。于1854年移居至新加坡，原為一名木匠，过后发展成橡胶种植园主及建筑商，并成为柔佛州政府的主要建筑承包商。他与苏丹阿布峇卡和皇后花蒂瑪（黃亞嬌）的关系很好，新山的许多历史建筑物都是他承建的，包括柔佛大皇宫和新山监狱。因曾承包柔佛蘇丹王宮工程，而獲蘇丹頒發柔佛王室效忠勛章。在新山創辦柔盛公司、柔盛餉碼和謙源公司。

## 早期人生
1854年，16歲的黃亞福乘船來到新加坡後便在此開始了自己的小生意。
初到新加坡的黃亞福原為一名木匠，收入不高，由於勤儉，有些積蓄便開始了自己的建築承包事業。
曾於34歲時回中國娶太太趙氏和妾彭氏。趙氏乃台山田頭村趙信芳之二女，為趙仲寶之後，之後重回新加坡。
之後便在柔佛政府的要求下在柔佛開始了自己的生意，成為了當時柔佛最大的政府建築承包商之一。 1903年柔佛蘇丹頒發S.M.J.勳章予黃亞福來感激他對於柔佛的貢獻。柔佛蘇丹知道黃亞福善於建築，便讓他建造柔佛大皇宮，新山監獄，還有新山沿岸的長堤。
在柔佛新山，他也是1878年创设的广肇会馆的创办人，並自1878年起至1918年擔任會長。1906年，黃亞福將兆南街的兩間店屋和一片土地贈給廣肇會館作為會館的會所，會館建築物於1907年落成。2010年，新山廣肇會館雙層樓舊會館已改裝為文物館。
在1892年，他从苏丹阿布巴卡手中接获一张地契，作为他协助州政府重新取得税收控制权的奖赏，而此地区即是纱玉河东岸的土地，而发展成为甘榜黄亚福，而它的居民主要是广府人，成为城中的广府人区。主要的道路也被命名为黄亚福街，而甘榜中的3条小路即以他的3位长子的名字命名，即是兆南街、兆焜街和兆镇街。
之后他也进行甘蜜与胡椒的种植，并成为包税区主以及开设银行。身为银行家，他于1903年與人合資，开设马来亚第一间华人银行新加坡廣益銀行。
1905年，在黃亞福和邱雁賓、陸寅傑、何樂如等27名華商的號召下，成立了新加坡養正學校。
1910年，黃亞福成立廣惠肇留醫院。 1911年2月23日，黃亞福與當時的殖民地總督約翰·安德森正式簽署了文件，廣惠肇留醫院取得99年的地契，並且每年地稅只需繳付1元。並購下大片土地充作華人義山。
黃亞福街是以其命名的街道，乃為新山市中心最繁忙的街道之一。已故的吴德州（Goh Teck Chow）夫人讲述，看到黄亚福先生拿着一把雨伞在烈日下，监督建造黄亚福街的情景。
黃亞福於逝世前幾年視力不良，但是於逝世前2個月從幾個项病痛中康復。逝世前10天，黃亞福患上了流感導致患上肺炎而逝世。

## 公共服務
新山许多历史建筑物都是他承建的，包括1866年完工的柔佛大皇宫、1892年12月完工的泰瑟爾皇宮、拿督翁惹化位於武吉申榮（Bukit Senyum）的官邸和新山监狱。

## 殊榮
1903年黃亞福獲得由柔佛蘇丹冊封的柔佛王室效忠勛章S.M.J.。
黃亞福亦獲得新加坡殖民地政府封他為太平局紳。

## 家族
黃亞福有5子4女，兒子為黃兆南（黃景棠，黄绍平）、黃兆焜、黃兆鎮（黃子靜）、黃兆珪及黃兆源，女兒為黃麗珊、黃美好（黃典嫻）、黃蕙纕和黃美煥。黄兆南是黄亚福的长子，他被送回中国接受传统的教育，并金榜题名。而黄兆焜则是他的次子，协助他打理生意。黄兆鎮是第一位考获牛津大学法律系学士的马来亚华人。在柔佛比较出名的是他的第四儿子黃兆珪，他是一位律师，也是大战前后州议会的一位成员，以拿督S. Q. Wong称著于新山社会。黃兆源畢業礦科。
黃兆南（黃景棠，黄绍平）（1870—1916），在新加坡度過童年，13歲時回廣州。27歲拔貢，後有候選道官銜，但未任實職，主要致力於工商業，是清末廣州商界參與政治活動的活躍人物。1904年廣州商務總會成立時，被選為坐辦。他曾參與潮汕鐵路的興建，1906年粵路公司創辦時的關鍵人物。他投資開發廣州的芳村地區，還提出過修建廣州珠江大橋的計劃。他妻子是馬勵芸（馬樸卿的孫女）。1904年，黃兆南、馬勵芸夫婦在廣州創辦第一間女子中學「私立坤維女學」（廣州私立坤維女子中學的前身）。1907年創辦廣東七十二行商報，1916年在廣州病逝。
黃兆焜（1883—？）主要幫助管理他父親的業務，居新加坡，退休後搬到香港。兒子黃秉乾是前的近律師行合夥人。
黃兆焜在1930年代建於它位於香港薄扶林沙宣道33號的3層高住宅。1970年，房屋售予商人霍英東。
黃兆鎮（黃子靜）（1885—1962），生於新加坡，萊佛士書院畢業，負笈英國牛津大學及內宇法學院，1913年考獲律師資格，回國後，居廣州、澳門、香港，熱愛中國文化，書畫古物收藏極豐。上世紀三四十年代，經常召集文人墨客在廣州寓所小畫舫齋雅聚。  
黃子靜妻子的家族是新會縣富商羅氏家族,在廣州市杉木欄經營羅有記莊口，收購中藥、絲綢、炮竹、花生油、中樂器和各種大宗土產，外銷南洋。歷時半個世紀，於1853年，再增設'羅奇生'出口洋莊。1914年第一次世界大戰初期，國民政府成立不久，政局動盪，羅氏後代因經營不善，以致業務萎縮，放盤出售鷦，先將江門羅奇生轉讓給同鄉趙氏。后来黃亞福收購了其餘全部羅氏企業，再在國內外招入新股，易名為'羅奇生'公司。
黃子靜的兒子黃秉章是在香港'關黃陳方'會計師行創辦人之一，在1997年，與德勤香港合併。黃秉章的兒子黃匡源是前香港立法局會計界功能界別議員。
黃兆珪（1888—1980）是一位律師，在柔佛（Johor）比較出名，也是大戰前後州議會的一位成員，以拿督S.Q.Wong稱著於新山社會。
黃兆源（1889—？）畢業礦科，管理黃兆珪在豐盛港（Mersing）的錫礦，後來開辦了自己的承包公司。
黃美好（黃典嫻）是東南亞地區華僑教育的先驅者之一。在1905年在新加坡創辦了華僑女學，並擔任校長。中國清朝政府要到1907年才公佈章程條例，落實女子教育政策，黃典嫻卻比清朝政府還早兩年就已在新加坡華人社會創辦女子學校。
黃美煥的丈夫是'白見三'。白見三擔任'羅奇生'公司總司理兼廣州兩間羅奇生司理，總公司仍設在新加坡，黃亞福自任董事長。

## 逝世
1918年9月12日上午11點半，年屆82歲的黃亞福在其位於新加坡甘榜爪哇路80號的住家逝世，葬於新加坡廣惠肇碧山亭。

## 纪念
为了纪念黄亚福对新山的贡献，柔佛州新山市的一条主要单行道以他的名字命名，称为黄亚福街（Jalan Wong Ah Fook）。

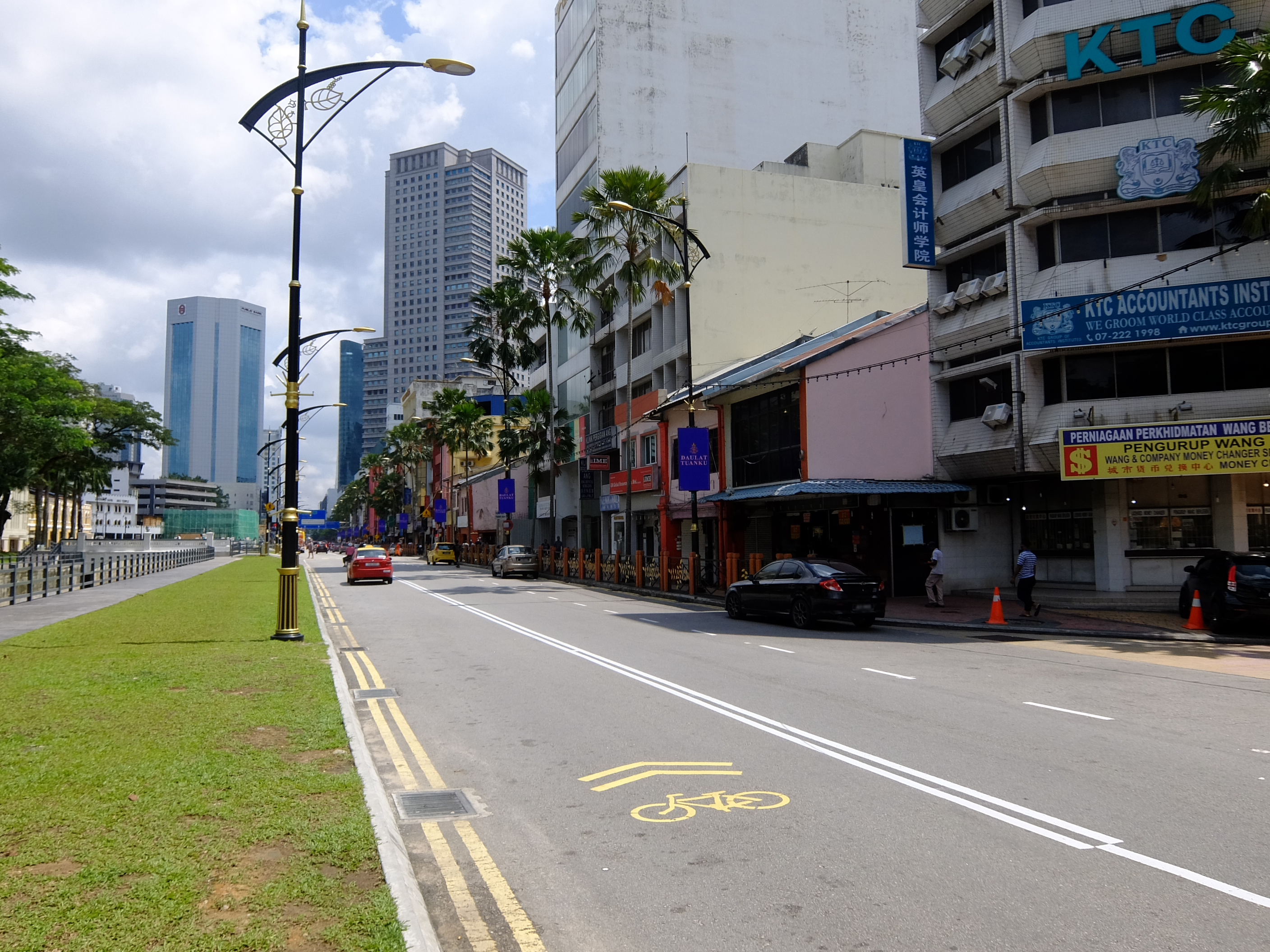
黄亚福街街景